# Towthorpe
Towthorpe är en by i civil parish Strensall with Towthorpe, i kommunen City of York, i grevskapet North Yorkshire, i England. Towthorpe var en civil parish 1866–2009 när blev den en del av Strensall with Towthorpe. Civil parish hade 1 967 invånare år 2001. Byn nämndes i Domedagsboken (Domesday Book) år 1086, och kallades då Touetorp.